# Ernest Kaho
 (octobre 2022).
Pour les articles homonymes, voir Kaho.
Guy Ernest Kaho, né en 1966 à Cotonou et mort le mercredi 25 mai 2022, est conteur, comédien, écrivain, présentateur télé et animateur d'ateliers de théâtre béninois.

## Biographie

### Enfance et formations
Guy Ernest Kaho est né en 1966 à Cotonou.

### Carrière
Ernest Kaho est connu du public africain grâce au téléfilm Taxi Brousse dont il est acteur-présentateur,,. Sa carrière commence dans les années 1980 dans la troupe du collège catholique Père-Aupiais. Inspiré par les écrits des auteurs français tels Rimbaud et Guillaume Apollinaire, Ernest Kaho est connu comme un « diseur de mots » pour sa diction particulière et son habileté à dire de longs et grands textes sur scène. Au cours de sa vie, il fréquente et fonde plusieurs troupes de théâtre dont la compagnie Bleue plus bleue créée par Camille Amouro et le groupe Wassangari. Ernest Kaho s'illustre dans Goli, une création radiophonique de RFI en 1991 où il incarne Lanwin, un intellectuel africain, grand rêveur d’une Afrique indépendante et développée.
Ernest Kaho est également le directeur artistique du festival la « Nuit poétique ».

## Mort
Atteint d’un cancer, Ernest Kaho souffre aussi pendant de longues années d'insuffisance rénale. Il meurt le mercredi 25 mai 2022 au Centre national hospitalier et universitaire Hubert Koutoukou Maga des suites de ces maladies,,. Il est enterré le 8 juin 2022 dans sa résidence à Agla,,.

## Ouvrages
Ernest Kaho est auteur de plusieurs textes dont :
- Petit-pays (conte), Cotonou, Fondation Zinsou, 2009, 40 p. (OCLC 1336713998, SUDOC 263656837).